# Monasterio de Drigung

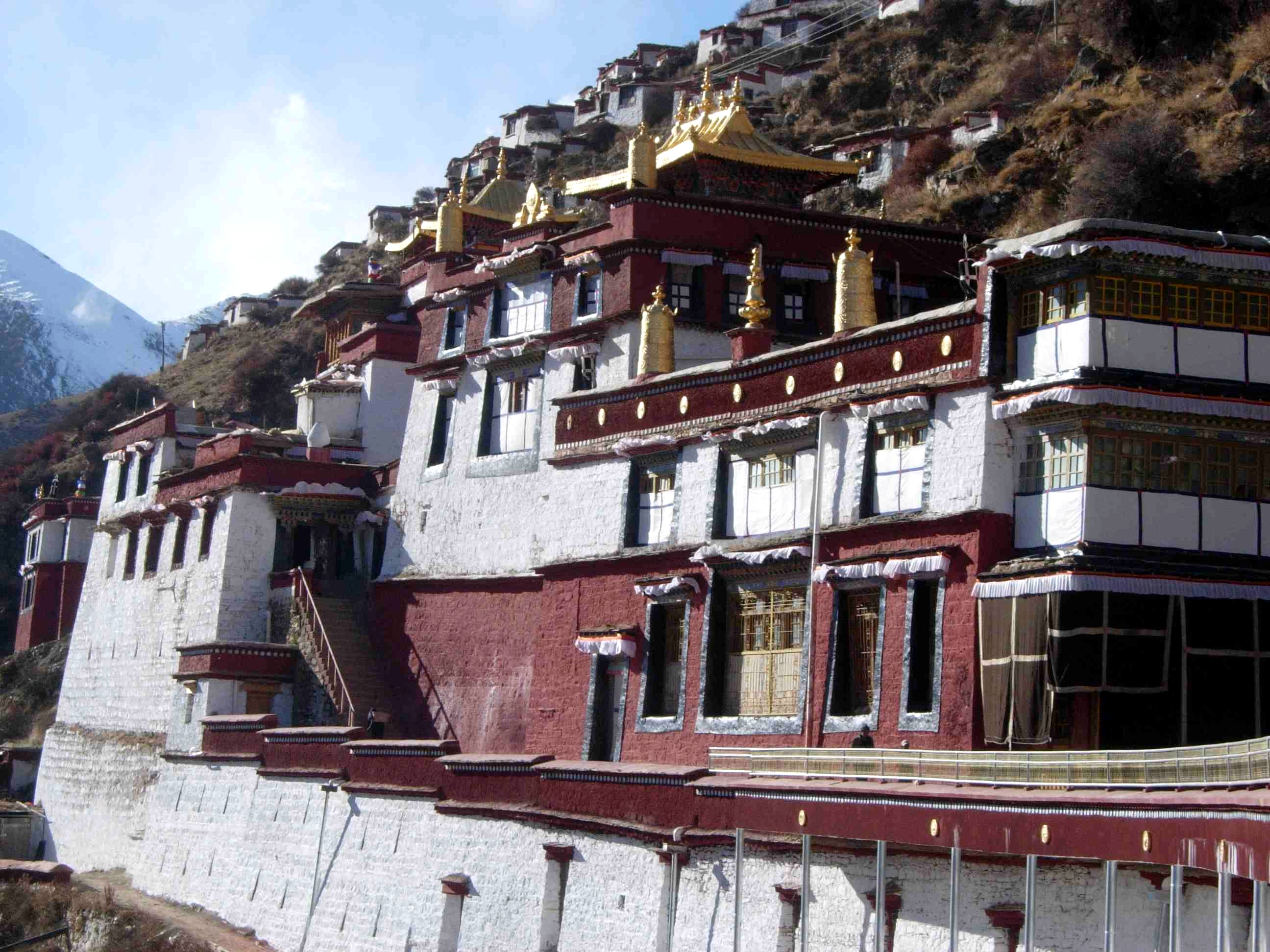
Monasterio de Drigung

El monasterio de Drigung es uno de los más importantes del Tíbet. Se encuentra en un valle a 150 km al este de Lhasa, en la prefectura de Lhasa. Es conocido por sus entierros celestiales.
El monasterio también se conoce como Drigungtil Ogmin Jangchubling (en transliteración Wylie, ‘Bri-gung mthil ‘Og-min byang-chub gling) y como Drikung Thil . 
Es el monasterio principal de la tradición Drikung Kagyu. Fue fundado en 1179 por el fundador de esta tradición, Drigung Kyobpa Jigten-gonpo-rinchenpel (Wylie: ‘Bri-gung sKyob-pa ‘Jig-rten dgon-po rin-chen dpal), también llamado Kyobpa Rinpoche (1143-1217). Esta tradición potencia la meditación tántrica y las prácticas Phowa.
Tras su destrucción por los comunistas después de 1959, fue reconstruido a principios de 1980. La tradición Drikung Kargyu se guarda actualmente asimismo en el instituto Jangchubling Drikung Kargyu en Dehradun, en Uttar Pradesh, en la India, fundado en 1985.